# Autistischer Burnout
Als autistischer Burnout (engl. autistic burnout) wird ein anhaltender Zustand intensiver mentaler, emotionaler und körperlicher Erschöpfung bezeichnet, der bei Autisten auftreten kann. Typischerweise geht er mit einer Verstärkung der autistischen Symptomatik sowie einer verminderten kognitiven Leistungsfähigkeit einher. Dies umfasst beispielsweise die Verstärkung exekutiver Funktionsstörungen, den Verlust sozialer Kompetenzen, eine verstärkte sensorische Überempfindlichkeit, Gedächtnisprobleme und das Auftreten von Brain Fog.
Während „klassischer“ Burnout, der auch bei nicht-autistischen Menschen auftreten kann, durch Belastungen am Arbeitsplatz entsteht, ist der autistische Burnout eng mit den besonderen Herausforderungen und Belastungen verbunden, denen autistische Menschen tagtäglich begegnen. Als Hauptursache gilt chronischer Stress durch andauernde sensorische oder emotionale Überlastungssituationen in Alltag und Beruf sowie Anpassungsbemühungen an die neurotypische Umgebung („Masking“).
Der autistische Burnout wird erst seit wenigen Jahren systematisch erforscht, weshalb bislang nicht geklärt ist, ob es sich um ein eigenständiges Krankheitsbild handelt. Beurteilungsverfahren zu seiner Diagnose befinden sich derzeit noch in der Entwicklung bzw. Testphase. Für eine erfolgreiche Therapie gilt als entscheidend, einen autistischen Burnout als Ursache der Symptome zu erkennen, die denen von Depressionen, Angststörungen oder dem „klassischen“ Burnout ähnlich sein können, da er eine andere Behandlung erfordert.

## Symptomatik
Im Kern eines autistischen Burnouts steht ein über längere Zeit anhaltender Zustand intensiver mentaler, emotionaler und körperlicher Erschöpfung, der sich auch durch Ruhe nicht bessert. Dieser wird begleitet von einer individuell unterschiedlichen Vielfalt an Symptomen. Besonders charakteristisch ist der Rückzug von zwischenmenschlichen Kontakten, selbst von engen Beziehungen, was teils als Symptom, teils aber auch als Schutzmechanismus vor weiterer Überlastung beschrieben wird. Begleitend dazu kommt es häufig zu einer Verstärkung der für Autismus typischen sensorischen Überempfindlichkeit. Bestimmte Sinnesreize, die normalerweise erträglich sind, werden plötzlich als unerträglich und überwältigend empfunden, wodurch es schneller zu Reizüberflutungen und in der Folge häufiger zu Melt- und Shutdowns kommt. Die allgemeine Stresstoleranz ist herabgesetzt und Betroffene sind nicht mehr zu effektivem Masking in der Lage.
Häufig beschrieben wird auch der Verlust einer Vielzahl von Fähigkeiten, die zuvor gut entwickelt waren. Dies umfasst beispielsweise erlernte Lebenskompetenzen, soziale Kompetenzen, Exekutivfunktionen sowie die Selbst- und Emotionsregulation. Auch Sprach- und Kommunikationsstörungen bis hin zum Mutismus können auftreten. Darüber hinaus kann es zu einer Reihe kognitiver Beeinträchtigungen kommen, wie beispielsweise Gedächtnisproblemen, Brain Fog, Schwierigkeiten beim Problemlösen, Konzentrationsstörungen und sogar dissoziativen Zuständen. Betroffene sind in der Folge nur noch eingeschränkt in der Lage, ihren Alltag zu bewältigen und mitunter sogar auf Hilfe von außen angewiesen. Zum Teil kehren verlorene Fähigkeiten nicht mehr auf das Niveau vor dem Burnout zurück, sondern bleiben langfristig beeinträchtigt.
Zur Dauer eines autistischen Burnouts liegen bislang noch keine genauen Erkenntnisse vor. Er kann von wenigen Wochen bis hin zu mehreren Jahren andauern und auch mehrfach wiederkehren. Der Zustand wird von Betroffenen als quälend beschrieben und kann die Lebensqualität nachhaltig beeinträchtigen. Häufig verstärken sich psychische Vorerkrankungen wie Depressionen und Angststörungen und es kommt vermehrt zu suizidalen Gedanken.

## Ursachen

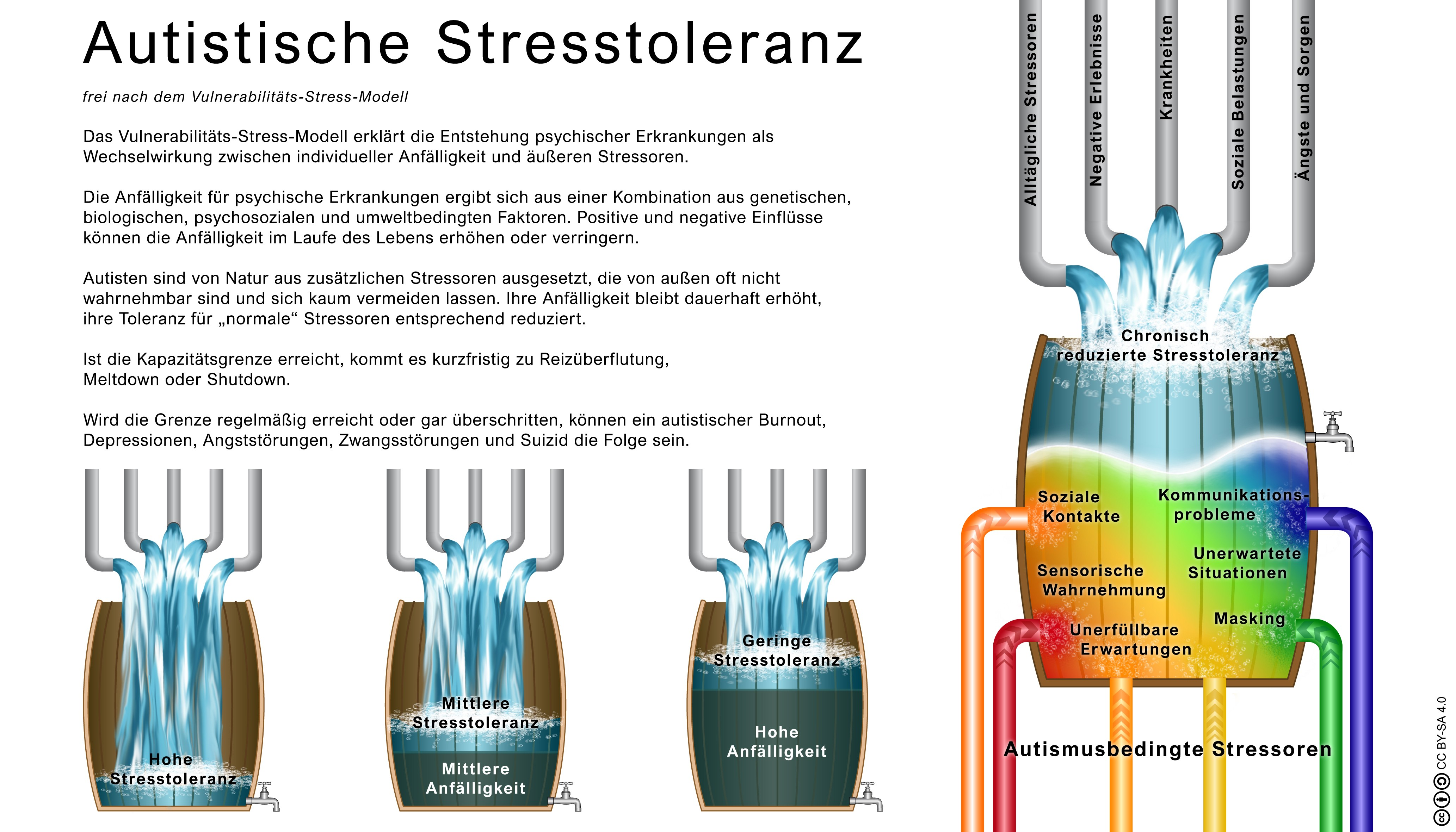

Als Ursache des autistischen Burnouts gilt der besondere Stress, dem autistische Menschen in Alltag, Schule und Berufsleben ausgesetzt sind. Der Zustand tritt ein, wenn das Stressniveau regelmäßig über einen längeren Zeitraum die individuellen Kompensationsmöglichkeiten überschreitet.
Als besonders problematisch gilt langjähriges Masking, also das Verstecken und Unterdrücken autistischer Eigenheiten, um in der neurotypischen Umgebung nicht aufzufallen. Dazu zählen beispielsweise das stillschweigende Ertragen sensorischer Überreizungen, die Teilnahme an sozialen Aktivitäten entgegen eigenen Bedürfnissen oder auch das Einhalten gesellschaftlicher Konventionen, wie etwa die Herstellung von Blickkontakt bei Gesprächen. Weitere Risikofaktoren sind u. a. fehlende Regenerationsmöglichkeiten, mangelnde Unterstützung durch das Umfeld, anhaltendes Gaslighting und Unverständnis seitens neurotypischer Menschen, Veränderungen im Lebensumfeld (Berufswechsel, Umzüge, Todesfälle etc.) und gesellschaftlicher Erwartungsdruck, der aufgrund des Autismus nicht erfüllt werden kann. Besonders gefährdet sind daher nach außen hin gut angepasste, in Schul- bzw. Berufsleben voll integrierte Autisten.

## Forschungsgeschichte
Der Begriff „Autistic burnout“ entstand in den 2000er Jahren im Umfeld von Online-Communities und Selbsthilfegruppen für Autisten, der genaue Ursprung ist jedoch nicht nachvollziehbar. In der wissenschaftlichen Literatur taucht das Konzept erstmals in den späten 2010er Jahren auf. Obwohl die Zahl einschlägiger wissenschaftlicher Veröffentlichungen seither stark ansteigt, steht die Forschung zum autistischen Burnout noch am Anfang.
Infolgedessen ist bislang umstritten, ob das Konzept überhaupt nosologisch valide ist, also ob es sich um ein eigenständiges Krankheitsbild handelt. Insbesondere die genaue Abgrenzung von Depressionen und dem „klassischen“ Burnout ist noch unsicher, obwohl die Ergebnisse verschiedener Studien nahelegen, dass der autistische Burnout ein abgrenzbares Syndrom darstellt.